# 15. СС гренадирска дивизија
15. СС гренадирска дивизија (1. летонска) је формирана почетком 1943. године, кад и дивизија-близанац, 19. СС гренадирска дивизија (2. летонска), из Летонског СС легиона. За разлику од већине других немачких дивизија Вафен-СС-а, готово све руководеће дужности у дивизији биле су у рукама Летонаца. Од стварања 1943. године, дивизије са борила на северном делу Источног фронта све до раног пролећа 1945. године када се повукла у Немачку. Један стрељачки батаљон дивизије бранио је од наступајућих јединица Црвене армије априла 1945. године, рејон зграда нацистичке владе у Берлину. Остале јединице дивизије предале су се савезничкој војсци у Шверину.

## Историја
Совјетско-немачки пакт о ненападању од 23. августа 1939. године разделио је допуњеним тајним уговором источну Европу на Немачку и совјетску сверу утицаја. Сходно том дељењу независна Летонија је припала у сверу интереса Совјетског Савеза. После немачког напада на Пољску 1. септембра 1939. године и упада Совјетске војске у источни део Пољске 17. септембра 1939. године, 5. октобра те године под Совјетским притиском Летонска влада потписује договор са Совјетским Савезом о градњи совјетских база на територији Летоније. У 1940. години Летонија је ушла у састав Совјетског Савеза. Током те и следеће године (1941) многи Летонци су депортовани у Сибир.
После тога територија Летонске ССР је током лета 1941. године заузета од стране Вермахта и била проглашена округом Летланд под руководством немачке грађанске управе. Под немачкиим окупационим властима, Летонци су масовно почели да ступају у летонске полицијске батаљоне који су 6. новембра 1941. године добили назив полицијски одреди (Schutzmannschaften). Након великих губитака током зиме 1941/1942. ти одреди су убрзано укључени у саставе немачких јединица. Тако је 2. пешадијска бригада СС-а још ујесен 1941. године добила два, а до маја 1943. године још четири Летониска полицијска одреда, притом је 18. маја 1943. године јединица променила назив у Летониска добровољачка бригада СС-а.
Фебруара 1943. године издат је указ о формирању Летонске добровољачке дивизије СС-а
Под руководством више команде СС-а и полицијског Рајхскомесаријата Остланд, дивизија је била спремна за употребу крајем јуна 1943. године. Међутим тек октобра месеца 1943. године, дивизија се појавила на фронту.
У почетку та дивизија СС-а заснивала се на добровољачкој основи, да би касније била уведена општа војна обавеза за све пунолетне мушкарце из Летоније.

## Употреба
После успешног формирања и придодавања групи армија Север новембра 1943. године, дивизија је ступила у борбу код Новосокољникија у Псковској области, да би зауставили совјетско зимско наступање. И поред упорне одбране, Летонци нису могли да успоре напредовање Црвене армије. Јула 1944. године Црвена армија је ушла на територију Летоније, а 13. октобра 1944. године и у престоницу Летоније, Ригу. При совјетском продору кроз одбрану групе армија Центар у лето 1944. године (Операција Багратион), већи део дивизије је уништен, а остатак послат на преформирање у Немачку] Након докомплетирања дивизија Летонаца придодата је Радној служби Рајха и била коришћена у западној Пруској и Померанији. Маја 1945. године већи део дивизије се предао савезничкој војсци у Шверину.

## Злочини летонских СС јединица
Летонски легион, који је дао заклетву лично Хитлеру, био је 1943/1944 године укључен у казнено-безбедносну полицијску команду, која је спроводила још од 1941. године многобројне операције уништавања становништва на територији Летоније, Русије и Белорусије.
СС дивизије (15. СС и 19. СС) вршила су масовна стрељања у шуми Бикерниеки и давала стражу у концетрационом логору Саласпилс.
У 1942. години Летонске СС јединице спалиле су село Фједоровка у Чудском рејону Новгородске областу, као и насеобину Осно. Масовна спаљивања и стрељана извршили су и у Љубници, Озецу и Кречну, а вршили су стрељања и у заробљеничком логору у Красном Селу који се налазио у близини Лењинграда.
За „хероизам“ приликом уништавања сеоских насеља, руководилац Летонске казнене експедиције, Араис, унапређен је у чин СС-штурмбанфирер (еквивалент мајор) а 1943. године је одликован Гвозденим крстом за војне заслуге.
У данашње време често се тврди да су се Летонске СС јединице бориле за слободу Летоније.

## Организација
- гранадирски вафен пук СС 32
- гренадирски вафен пук СС 33
- гренадирски вафен пук СС 34
- артиљеријски вафен пук СС 15
- стрељачки вафен батаљон СС 15
- инжињериски вафен батаљон СС 15
- извиђачки дивизион СС 15
- противтенковски дивизион СС 15
- против авионски дивизион
- батаљон за везу СС 15
- позадинске јединица и установе
  - служба дотура
  - интендантска служба
  - санитетска служба
  - ветеринарска служба
  - војна полиција
  - војна пошта
- 1. грађевинарски пук СС 15
- 2. грађевинарски пук СС 15

## Команданти
- 25. фебруар - мај 1943. - SS-Brigadeführer Петер Хансен
- мај - 17. фебруар 1944. - SS-Gruppenführer Карл Граф фон Пиклер-Бургхаус
- 17. фебруар - 21. јул 1944. - SS-Brigadeführer Николас Хеијлман
- 21. јул 1944 — 25. јануар 1945. - SS-Brigadeführer Херберт фон Обвуцер
- 25. јануар - 15. фебруар 1945. - SS-Oberführer Артур Акс
- 15. фебруар - мај 1945. - SS-Oberführer Карл Бурк